# Frederick John Norton
Frederick John Norton (* 1904; † 28. Februar 1986) war ein britischer Bibliothekar, Romanist und Hispanist.

## Leben
Norton studierte in Cambridge und in Spanien. Er war von 1930 bis 1972 Bibliothekar an der Cambridge University Library. 1966 wurde er Fellow des University College (Cambridge), 1970 Reader in Bibliography.
Norten war Träger vom Orden Alfons X. des Weisen (Großkreuz).

## Werke
- (mit Lewis Charles Harmer) Manual of Modern Spanish, London 1935
- Italian Printers 1501–1520. An annotated list, London 1958
- Printing in Spain 1501–1520, Cambridge 1966, 1997, Ann Arbor 1999 (spanisch mit Julián Martín Abad, Madrid 1997)
- (Hrsg. mit  Edward M. Wilson), Two Spanish verse chapbooks, Cambridge 1969
- A Descriptive Catalogue of printing in Spain and Portugal 1501–1520, Cambridge 1978, Mansfield 1999
- (Beiträger) Katharine Mary Briggs, Dictionary of British Folk-tales in the English Language incorporating the F.J. Norton Collection,4 Bde., 1970–1971